# Mansour Hobeika
Mansour Hobeika, né le 20 décembre 1941 à Baalbek (Liban) et mort le 28 octobre 2014 à Créteil (France), est un prélat catholique libanais de rite maronite, éparque de Zahlé.

## Biographie
Après avoir étudié la philosophie et la théologie à l'Université Saint-Joseph de Beyrouth (1962-1968), il est ordonné prêtre le 9 juin 1968. 
Par la suite, il étudie le droit canonique à l'Institut Carlo Alfonso Nallino pour l'Orient (it) à Rome et obtient son doctorat en droit canonique oriental à l'Angelicum de Rome. 
Il enseigne alors l'étude islamique et de la langue arabe en plus du français, de l'italien, de l'allemand et de l'anglais, à l'Université la Sagesse, à Beyrouth.
Le 12 septembre 2002, le pape Jean-Paul II le nomme évêque de l'éparchie maronite de Zahlé.
Âgé de 60 ans, il est consacré le 26 octobre 2002, par le cardinal et patriarche Nasrallah Boutros Sfeir, assisté de Mgrs Roland Aboujaoudé (de) et Chucrallah Harb (de).